# Codes internationaux des plaques minéralogiques
 (juin 2023).
Si vous disposez d'ouvrages ou d'articles de référence ou si vous connaissez des sites web de qualité traitant du thème abordé ici, merci de compléter l'article en donnant les références utiles à sa vérifiabilité et en les liant à la section « Notes et références ».

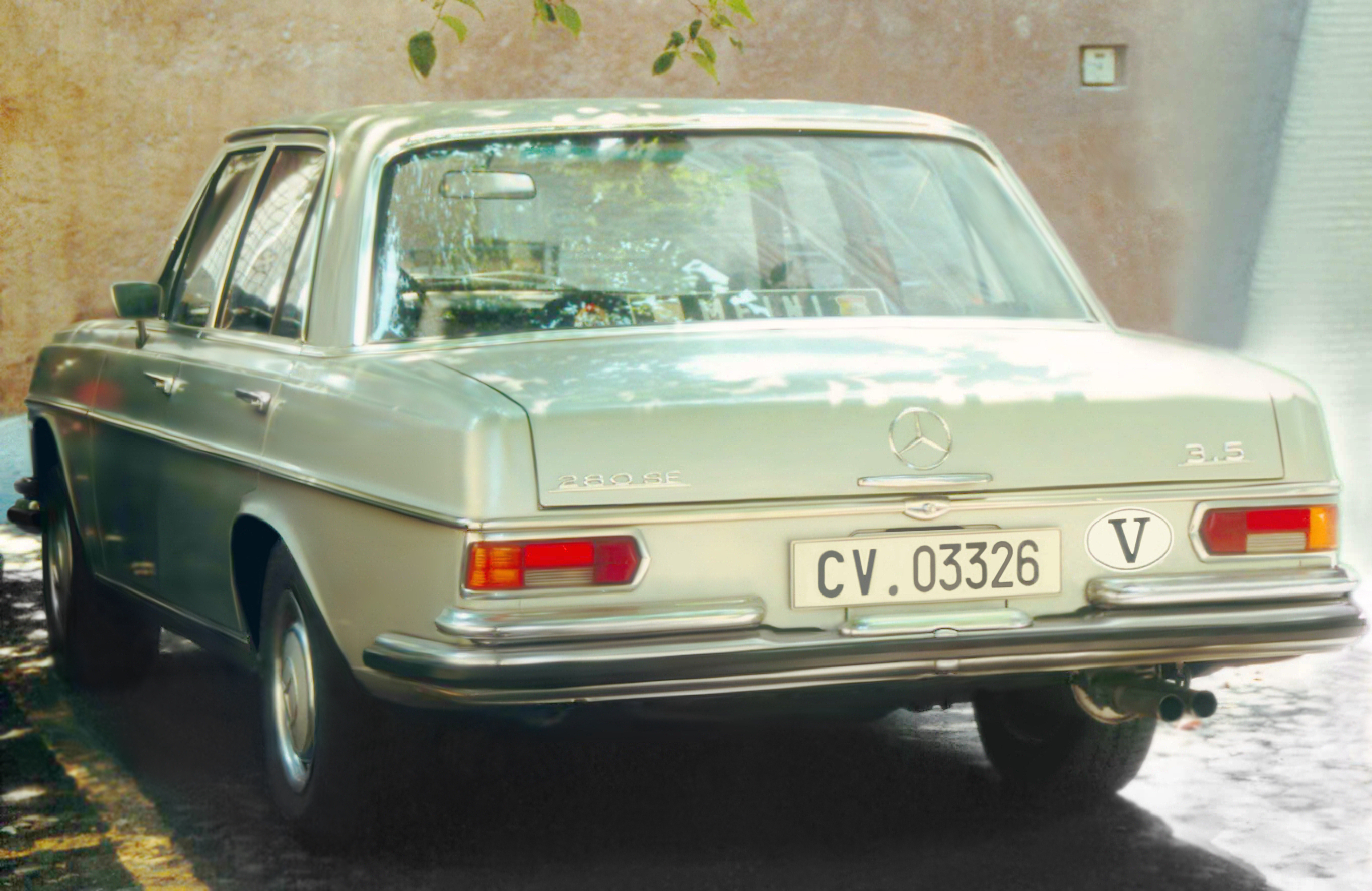
Une Mercedes 280 SE appartenant à un membre de la Garde suisse pontificale et arborant une rare vignette "V" de l'État de la Cité du Vatican.

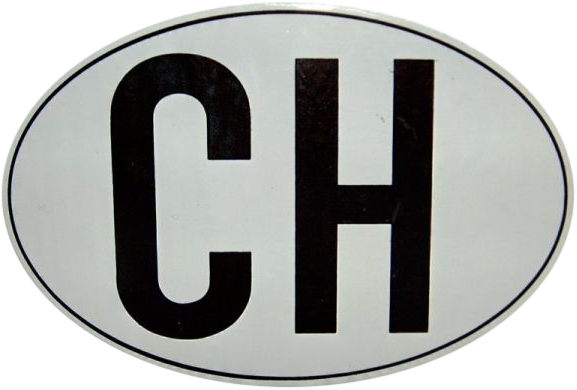
Exemple de plaque ovale blanche ou d’autocollant ; celui-ci représente la Suisse, avec CH pour Confœderatio Helvetica (Confédération suisse).

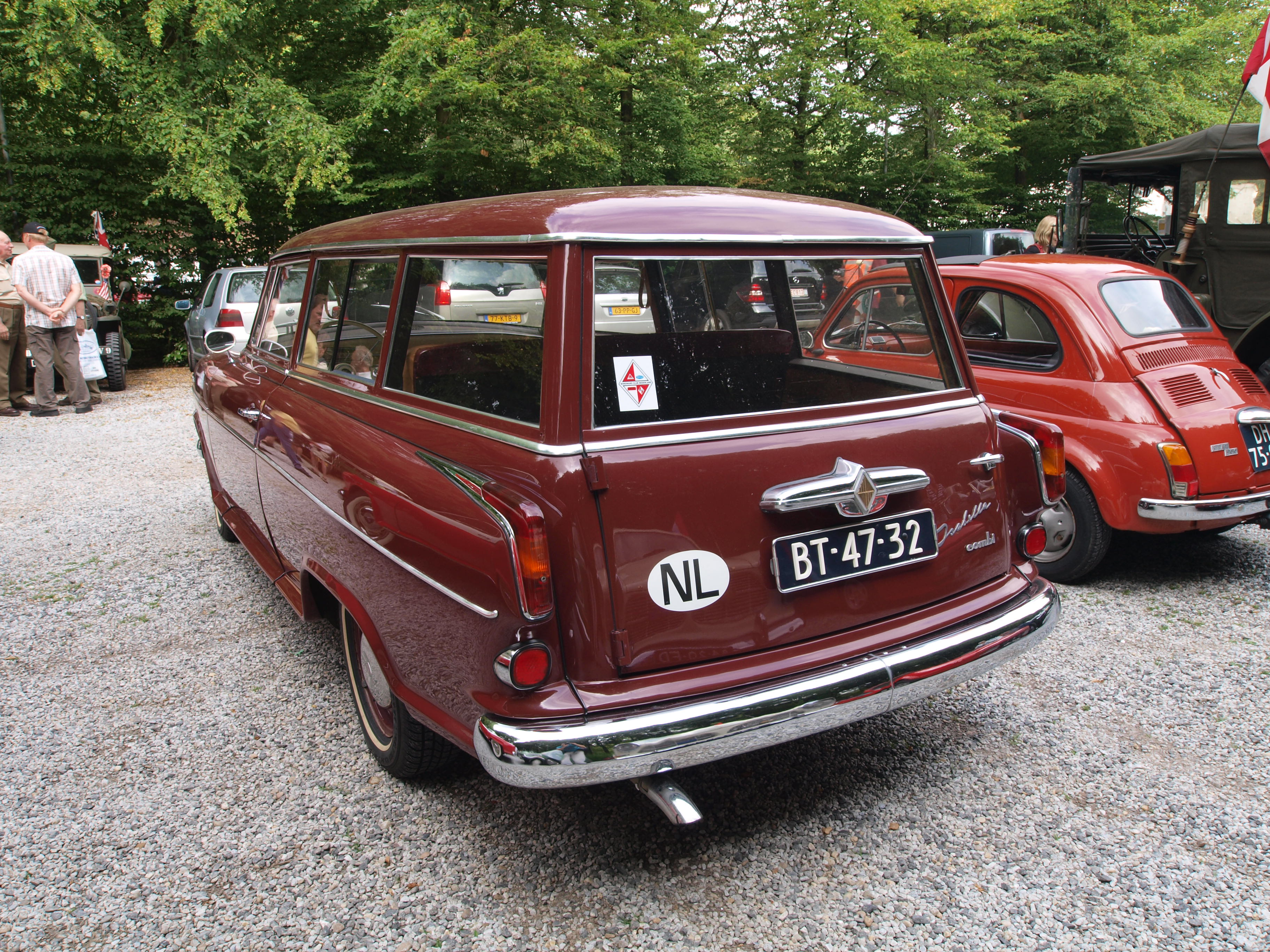
Une Borgward Isabella de 1960 montrant le code international du véhicule : NL (Pays-Bas).

Les codes internationaux des plaques d'immatriculation destinées à identifier facilement un véhicule terrestre de type automobile, moto, camion, autobus, etc. Cette liste est fournie par les Nations unies, basée sur les conventions de Genève et Vienne sur la circulation routière.
Le pays dans lequel la plaque d'immatriculation d'un véhicule à moteur a été délivrée peut être indiqué par un code de pays de plaque d'immatriculation internationale, anciennement connu sous le nom de lettre d'enregistrement internationale ou marque de circulation internationale. Il est appelé signe distinctif de l'État d'immatriculation dans la convention de Genève sur la circulation routière de 1949 et dans la convention de Vienne sur la circulation routière de 1968.
L'attribution des codes est maintenue par la Commission économique pour l'Europe des Nations unies en tant que signes distinctifs utilisés sur les véhicules en trafic international (Distinguishing Signs Used on Vehicles in International Traffic, parfois abrégé en DSIT), autorisés par la convention de Genève sur la circulation routière et la convention de Vienne sur la circulation routière. De nombreux codes de véhicules créés depuis l'adoption de la norme ISO 3166 coïncident avec la norme ISO à deux ou trois lettres. L'Accord de 2004 sur l'Asie du Sud-Est pour la facilitation du transport transfrontalier de marchandises et de personnes utilise un mélange de codes ISO et DSIT : le Myanmar utilise MYA (codes ISO et DSIT coïncident), la Chine CHN, le Cambodge KH (codes ISO et DSIT coïncident), la Thaïlande utilise T (code DSIT), le Laos LAO et le Vietnam VN (codes ISO et DSIT coïncident).
La convention de Genève sur la circulation routière est entrée en vigueur le 26 mars 1952. L'un des principaux avantages de la convention pour les automobilistes est l'obligation pour les pays signataires de reconnaître la légalité des véhicules en provenance d'autres pays signataires. Lors de la conduite dans d'autres pays signataires, le signe distinctif du pays d'immatriculation doit être apposé à l'arrière du véhicule. Ce panneau doit être placé séparément de la plaque d'immatriculation et ne peut être intégré à celle-ci.

## Histoire

### Convention de Paris de 1909
L'affichage d'un signe distinctif national sur une plaque ovale blanche de 30 × 18 cm avec des lettres noires a été introduit pour la première fois par la convention internationale de 1909 relative à la circulation des véhicules automobiles signée à Paris. La plaque devait être apposée à l'arrière du véhicule, distincte de la plaque d'immatriculation affichant l'immatriculation nationale du véhicule. La convention de 1909 n'autorisait que les marques distinctives à être constituées d'une ou deux lettres latines.
| État                                        | Code |
| ------------------------------------------- | ---- |
| Allemagne                                   | D    |
| Autriche                                    | A    |
| Belgique                                    | B    |
| Espagne                                     | E    |
| États-Unis                                  | US   |
| France                                      | F    |
| Royaume-Uni de Grande-Bretagne et d'Irlande | GB   |
| Grèce                                       | GR   |
| Hongrie                                     | H    |
| Italie                                      | I    |
| Monténégro                                  | MN   |
| Monaco                                      | MC   |
| Pays-Bas                                    | NL   |
| Portugal                                    | P    |
| Russie                                      | R    |
| Roumanie                                    | RO   |
| Serbie                                      | SB   |
| Suède                                       | S    |
| Suisse                                      | CH   |
| Bulgarie                                    | BG   |

### Convention de Paris de 1924
Le terme marque distinctive a été adopté par la convention internationale relative à la circulation automobile de 1924, signée à Paris, qui a étendu la longueur maximale de la marque de deux à trois lettres latines et a permis non seulement les marques distinctives pour les États, mais aussi pour les territoires non souverains qui exploitaient leurs propres systèmes d'immatriculation des véhicules.
| État ou territoire                          | Signe | Notes |
| ------------------------------------------- | ----- | --- |
| Allemagne                                   | D     | Pour Deutschland, le nom du pays en allemand                                                                                            |
| États-Unis                                  | US    | Pour United States |
| Autriche                                    | A     | Pour Austria en anglais et Autriche en français                                                                                         |
| Belgique                                    | B     | |
| Brésil                                      | BR    | |
| Royaume-Uni de Grande-Bretagne et d'Irlande | GB    | Pour Great Britain & Ireland |
| Aurigny                                     | GBA   | |
| Gibraltar                                   | GBZ   | |
| Guernesey                                   | GBG   | |
| Jersey                                      | GBJ   | |
| Malte                                       | GBY   | |
| Inde britannique                            | BI    | |
| Bulgarie                                    | BG    | |
| Chili                                       | RCH   | |
| Chine                                       | RC    | |
| Colombie                                    | CO    | |
| Cuba                                        | C     | |
| Danemark                                    | DK    | |
| Dantzig                                     | DA    | |
| Égypte                                      | ET    | |
| Équateur                                    | EQ    | |
| Espagne                                     | E     | Pour España en espagnol |
| Estonie                                     | EST   | |
| Finlande                                    | SF    | Pour Suomi, le nom du pays en finnois et Finland, le nom du pays en suédois.                                                            |
| France, Algerie et Tunisie                  | F     | |
| Inde française                              | F     | |
| Guatemala                                   | G     | Le code actuel est GCA. |
| Grèce                                       | GR    | |
| Haiti                                       | RH    | |
| Hongrie                                     | H     | |
| État libre d'Irlande                        | SE    | Pour Saorstát Éireann, État libre d'Irlande en irlandais. Le pays fait encore partie du Royaume-Uni au moment de la convention de 1909. |
| Italie                                      | I     | |
| Lettonie                                    | LV    | |
| Liechtenstein                               | FL    | |
| Lithuanie                                   | LT    | |
| Luxembourg                                  | L     | |
| Maroc                                       | F     | Ancienne colonie française |
| Mexique                                     | MEX   | |
| Monaco                                      | MC    | |
| Panama                                      | PY    | Le code actuel est PA. |
| Paraguay                                    | PA    | Le code actuel est PY. |
| Pays-Bas                                    | NL    | |
| Indes orientales néerlandaises              | IN    | |
| Pérou                                       | PE    | |
| Perse                                       | PR    | |
| Pologne                                     | PL    | |
| Portugal                                    | P     | |
| Roumanie                                    | R     | |
| Sarre                                       | SA    | Mandat de la Société des Nations |
| Royaume des Serbes, Croates et Slovènes     | SHS   | Pour Serbia (Serbie en anglais), Hrvatska (Croatie en croate) et Slovenija (Slovénie en slovène)                                        |
| Siam                                        | SM    | |
| Suède                                       | S     | |
| Suisse                                      | CH    | |
| Syrie et Liban                              | LSA   | Mandat français en Syrie et au Liban (Mandat de la Société des Nations)                                                                 |
| Tchécoslovaquie                             | CS    | |
| Turquie                                     | TR    | |
| URSS                                        | SU    | La Russie faisait partie de la convention de 1909.                                                                                      |
| Uruguay                                     | U     | Le code actuel est ROU. |

## Emplacement

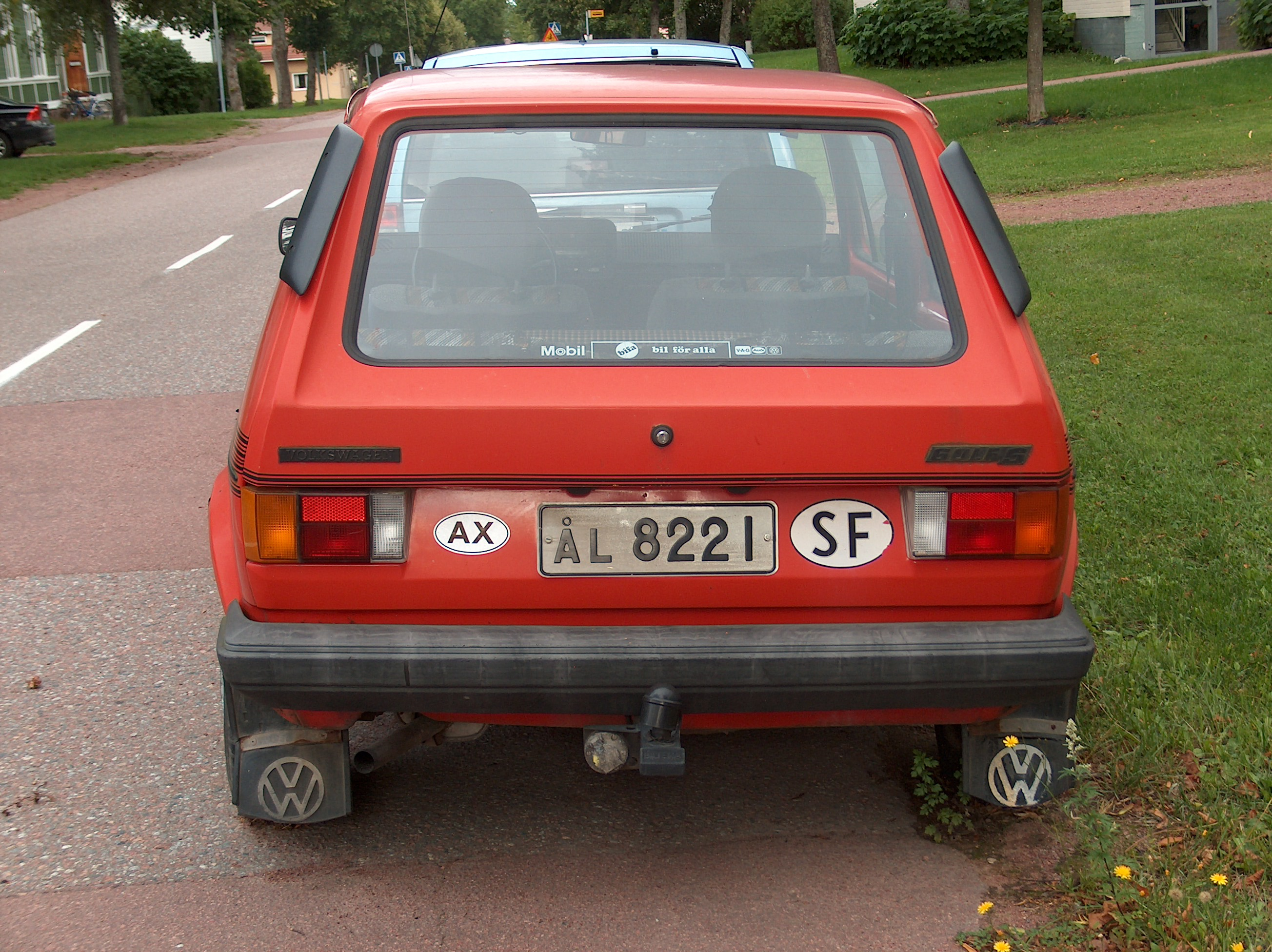
Volkswagen Golf Mk1 avec les deux codes d'immatriculation internationaux, les îles Åland (AX) et la Finlande (SF).

Depuis que la convention de Vienne sur la circulation routière est entrée en vigueur le 21 mai 1977, elle remplace dans les pays signataires les conventions précédentes sur la circulation routière, y compris la convention de Genève sur la circulation routière, conformément à son article 48. Selon la convention de Vienne sur la circulation routière, le signe distinctif du pays d’immatriculation doit être apposé à l’arrière du véhicule. Le panneau peut soit être placé séparément de la plaque d'immatriculation sous la forme d'une plaque ovale blanche ou d'un autocollant, soit être incorporé à la plaque d'immatriculation du véhicule. Lorsque le signe distinctif est incorporé à la plaque d’immatriculation, il doit également figurer sur la plaque d’immatriculation avant du véhicule.
L'obligation d'afficher un signe distinctif du pays (séparé de la plaque d'immatriculation) n'est pas nécessaire au sein de l'Espace économique européen pour les véhicules équipés de plaques d'immatriculation au format commun de l'Union européenne, qui satisfont aux exigences de la convention de Vienne et sont donc également valables dans les pays tiers signataires de celle-ci. Des signes distincts ne sont pas non plus nécessaires pour le Canada, le Mexique et les États-Unis, où la province, l'État ou le district d'immatriculation est généralement en relief ou imprimé en surface sur la plaque d'immatriculation du véhicule.

## En vigueur
| A   | Autriche    |
| AFG | Afghanistan |
| AL  | Albanie     |
| AM  | Arménie     |
| AND | Andorre     |
| AUS | Australie   |
| AZ  | Azerbaïdjan |

| B   | Belgique                                           |
| BD  | Bangladesh                                         |
| BDS | Barbade (Barbados)                                 |
| BF  | Burkina Faso                                       |
| BG  | Bulgarie                                           |
| BH  | Belize (British Honduras)                          |
| BIH | Bosnie-Herzégovine (Bosna i Hercegovina)           |
| BOL | Bolivie                                            |
| BR  | Brésil                                             |
| BRN | Bahreïn                                            |
| BRU | Brunei                                             |
| BS  | Bahamas                                            |
| BVI | Îles Vierges britanniques (British Virgin Islands) |
| BW  | Botswana                                           |
| BY  | Biélorussie (Byelorussia)                          |

| CAM | Cameroun                                 |
| CDN | Canada (Canadian dominion)               |
| CH  | Suisse (Confoederatio Helvetica)         |
| CGO | République démocratique du Congo (Congo) |
| CI  | Côte d'Ivoire                            |
| CL  | Sri Lanka (Ceylan)                       |
| CO  | Colombie                                 |
| CR  | Costa Rica                               |
| CU  | Cuba                                     |
| CY  | Chypre (Cyprus)                          |
| CZ  | Tchéquie (Czechia)                       |

| D   | Allemagne (Deutschland)  |
| DK  | Danemark                 |
| DOM | République dominicaine   |
| DY  | Bénin (Dahomey)          |
| DZ  | Algérie (Dzayer/Djazaïr) |

| E   | Espagne (España)                 |
| EAK | Kenya (East African Kenya)       |
| EAT | Tanzanie (East African Tanzania) |
| EAU | Ouganda (East African Uganda)    |
| EC  | Équateur (Ecuador)               |
| EG, | Égypte                           |
| ER  | Érythrée                         |
| ES  | Salvador (El Salvador)           |
| EST | Estonie                          |
| ETH | Éthiopie                         |

| F   | France                                   |
| FIN | Finlande                                 |
| FJI | Fidji                                    |
| FL  | Liechtenstein (Fürstentum Liechtenstein) |
| FO  | Îles Féroé (Føroyar)                     |

| G   | Gabon                                                         |
| GBA | Aurigny (Great Britain and Northern Ireland - Alderney)       |
| GBG | Guernesey (Great Britain and Northern Ireland - Guernsey)     |
| GBJ | Jersey (Great Britain and Northern Ireland - Jersey)          |
| GBM | Île de Man (Great Britain and Northern Ireland - Isle of Man) |
| GBZ | Gibraltar (Great Britain and Northern Ireland - Gibraltar)    |
| GCA | Guatemala (Guatemala, CentroAmérica)                          |
| GE  | Géorgie                                                       |
| GH  | Ghana                                                         |
| GR  | Grèce                                                         |
| GUY | Guyana                                                        |

| H   | Hongrie                                |
| HK  | Hong Kong                              |
| HKJ | Jordanie (Hashemite Kingdom of Jordan) |
| HN  | Honduras                               |
| HR  | Croatie (Hrvatska)                     |
| I   | Italie                                 |
| IL  | Israël                                 |
| IND | Inde                                   |
| IR  | Iran                                   |
| IRL | Irlande                                |
| IRQ | Irak (Iraq)                            |
| IS  | Islande                                |
| J   | Japon                                  |
| JA  | Jamaïque                               |

| KH, | Cambodge (Kâmpŭchéa)                      |
| KG, | Kirghizistan                              |
| KSA | Arabie saoudite (Kingdom of Saudi Arabia) |
| KWT | Koweït                                    |
| KZ  | Kazakhstan                                |
| L   | Luxembourg                                |
| LAO | Laos                                      |
| LAR | Libye (Libyan Arab Republic)              |
| LB  | Liberia                                   |
| LS  | Lesotho                                   |
| LT  | Lituanie (Lietuva)                        |
| LV  | Lettonie (Latvija)                        |

| M   | Malte                   |
| MA  | Maroc                   |
| MAL | Malaisie                |
| MC  | Monaco                  |
| MD  | Moldavie                |
| MEX | Mexique                 |
| MGL | Mongolie                |
| MNE | Monténégro              |
| MOC | Mozambique (Moçambique) |
| MS  | Maurice (Mauritius)     |
| MV  | Maldives                |
| MW  | Malawi                  |
| MYA | Birmanie (Myanmar)      |

| N   | Norvège                             |
| NAM | Namibie                             |
| NAU | Nauru                               |
| NEP | Népal                               |
| NIC | Nicaragua                           |
| NL  | Pays-Bas (Nederland)                |
| NMK | Macédoine du Nord (North Macedonia) |
| NZ  | Nouvelle-Zélande (New Zealand)      |
| OM  | Oman                                |

| P   | Portugal                  |
| PA  | Panama                    |
| PE  | Pérou                     |
| PK  | Pakistan                  |
| PL  | Pologne                   |
| PNG | Papouasie-Nouvelle-Guinée |
| PY  | Paraguay                  |
| Q   | Qatar                     |

| RA  | Argentine (République argentine)                      |
| RC  | Taïwan (Republic of China)                            |
| RCA | République centrafricaine                             |
| RCB | République du Congo (République du Congo-Brazzaville) |
| RCH | Chili (République du Chili)                           |
| RG  | Guinée (République de Guinée)                         |
| RH  | Haïti (République d'Haïti)                            |
| ROU | Uruguay                                               |
| RI  | Indonésie (Republik Indonesia)                        |
| RIM | Mauritanie (République islamique de Mauritanie)       |
| RKS | Kosovo (Republika e Kosoves)                          |
| RL  | Liban (République du Liban)                           |
| RM  | Madagascar (Repoblikan'i Madagasikara)                |
| RMM | Mali                                                  |
| RN  | Niger (République du Niger)                           |
| RO  | Roumanie                                              |
| ROK | Corée du Sud (Republic of Korea)                      |
| RP  | Philippines (République des Philippines)              |
| RSM | Saint-Marin (République de Saint Marin)               |
| RU  | Burundi (Ruanda-Urundi)                               |
| RUS | Russie                                                |
| RWA | Rwanda                                                |

| S   | Suède                 |
| SD  | Eswatini/Swaziland    |
| SGP | Singapour             |
| SK  | Slovaquie (Slovensko) |
| SLO | Slovénie              |
| SME | Suriname              |
| SN  | Sénégal               |
| SO  | Somalie               |
| SRB | Serbie                |
| SUD | Soudan (Sudan)        |
| SY  | Seychelles            |
| SYR | Syrie                 |
| T   | Thaïlande             |
| TCH | Tchad                 |
| TG  | Togo                  |
| TJ  | Tadjikistan           |
| TM  | Turkménistan          |
| TN  | Tunisie               |
| TO  | Tonga                 |
| TR  | Turquie               |
| TT  | Trinité-et-Tobago     |

| UA  | Ukraine                                                                     |
| UAE | Émirats arabes unis (United Arab Emirates)                                  |
| UK, | Royaume-Uni (United Kingdom)                                                |
| USA | États-Unis (United States of America)                                       |
| UZ  | Ouzbékistan (Uzbekistan)                                                    |
| V   | Vatican                                                                     |
| VN  | Vietnam                                                                     |
| WAG | Gambie (West African Gambia)                                                |
| WAL | Sierra Leone (West African Leone)                                           |
| WAN | Nigeria (West African Nigeria)                                              |
| WD  | Dominique (Windward Dominica)                                               |
| WG  | Grenade (Windward Grenada)                                                  |
| WL  | Sainte-Lucie (Windward Saint Lucia)                                         |
| WS  | Samoa (Western Samoa)                                                       |
| WV  | Saint-Vincent-et-les-Grenadines (Windward Saint Vincent and the Grenadines) |
| YAR | Yémen (Yemen Arab Republic)                                                 |
| YV  | Venezuela                                                                   |
| Z   | Zambie                                                                      |
| ZA  | Afrique du Sud (Zuid-Afrika)                                                |
| ZW  | Zimbabwe                                                                    |

## Anciens codes
- BUR (Burma) - Myanmar - remplacé par MYA. Changement notifié en 1982 et ratifié aux Nations Unis en 2019[21].
- CS (Československo) ancienne Tchécoslovaquie, abandonné en 1992.
- DDR (République démocratique allemande), remplacé par D lors de la réunification de l'Allemagne.
- ET remplacé par EG (Égypte) en Avril 2024.
- EW remplacé par EST (Estonie) le 1er janvier 1994.

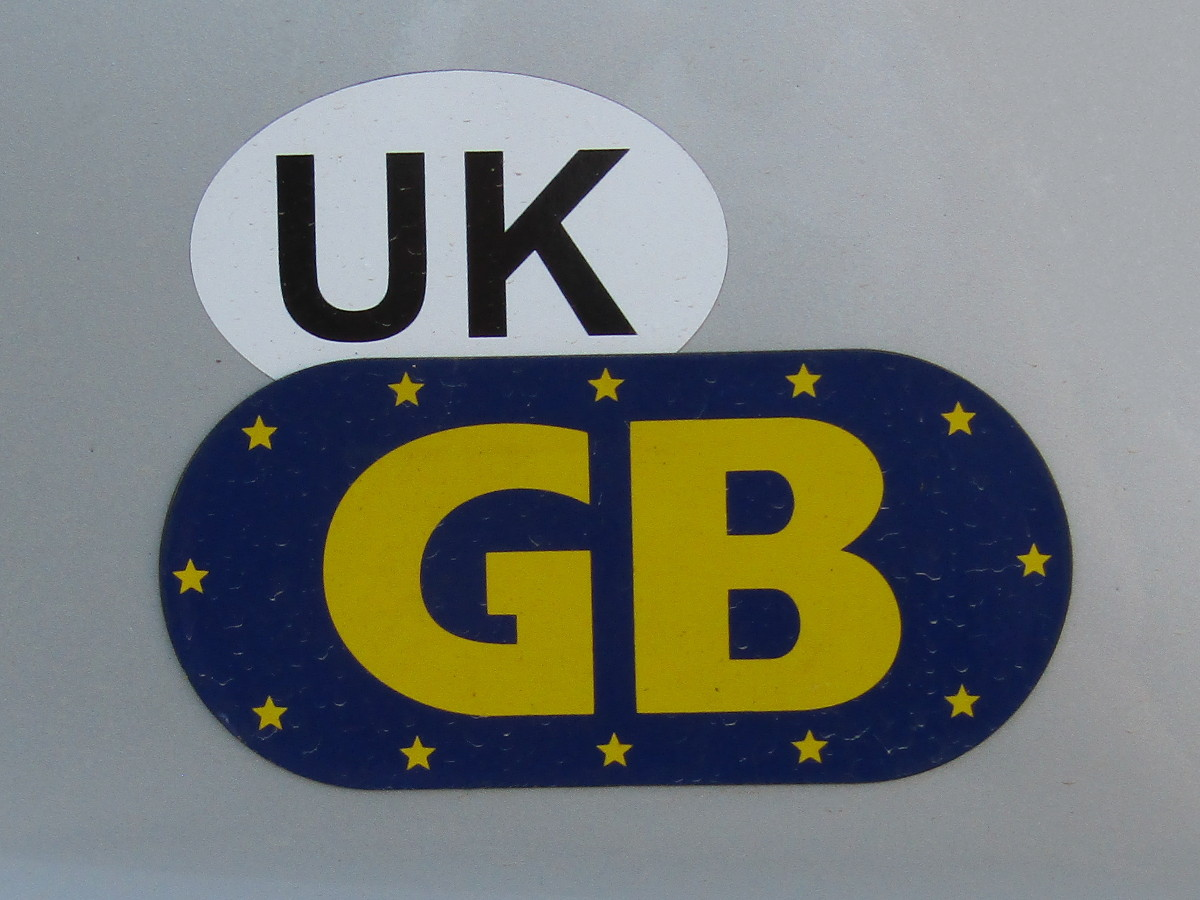
Un ancien sitckers GB a pris le dessus sur un nouveau UK.

- GB, Great-Britain, de 1910 à 2021. Avant 1922, c'était le Royaume-Uni de Grande-Bretagne et d'Irlande (de toute l'île d'Irlande, avant que l'Eire devienne indépendante). GB a été remplacé par UK (United Kingdom) le 28 septembre 2021 après le Brexit. Ce changement est intervenu pour inclure l'Irlande du Nord (qui ne fait pas partie de la Grande-Bretagne), bien que le GB précédent s'appliquait également à cette quatrième nation du royaume. Cela coïncidait avec le code ISO 3166-1 alpha-2. Ce changement ne concerne pas les territoires pour lesquels le Royaume-Uni contrôle les relations internationales en dehors de la Grande-Bretagne et de l'Irlande du Nord, tels l'île de Man, Guernesey, Jersey et Gibraltar[22],[23].
- GBY (Great Britain - Malta) remplacé par M (Malte) en 1966.
- HV (Haute-Volta) remplacé par BF (Burkina-Faso) en 1984.
- K (Cambodge) remplacé par KH officiellement en mars 2009.
- KS (Kirghizstan) remplacé par KG officiellement en mars 2016.
- SA (Arabie Saoudite) remplacé par KSA, date inconnue.
- MK (Macédoine ou Ancienne république yougoslave de Macédoine) remplacé par NMK (Macédoine du Nord) en 2019 (accord de Prespa)[18].
- NA (Antilles Néerlandaises). Les Antilles néerlandaises ont été dissoutes en 2010.
- NIG (Niger) remplacé par RN, date inconnue.
- PI (Philippines) remplacé par RP, date inconnue.
- R remplacé par RO (Roumanie) en 1981.
- RNR (Zambie) remplacé par Z date inconnue.
- ROU (Uruguay) remplacé par UY en 2012[24].
- SA (Sarre) de 1947 à 1956 lors du protectorat français en Sarre, remplacé par D (Deutschland) lors du rattachement de cet État à la République fédérale d'Allemagne.
- SA (Arabie Saoudite), remplacé par KSA. La date du changement est inconnue.
- SCG (Srbija i Crna Gora) utilisé par Serbie-et-Monténégro de 2003 à 2006.
- SF (Suomi-Finland) remplacé par FIN (Finlande) le 1er janvier 1993.
- SQ remplacé par SK (Slovaquie) en 1993.
- SU (Union soviétique, Soviet Union en anglais) remplacé par les codes des différentes républiques qui constituaient l'URSS lors de sa disparition.
- TMN remplacé par TM (Turkménistan) le 15 juin 1994.
- Y remplacé par YU (Yougoslavie) en 1953.
- YU pour l'ancienne Yougoslavie.
- ZRE (Zaire), remplacé par CGO en 1997 pour la République Démocratique du Congo.

## Non-officiels

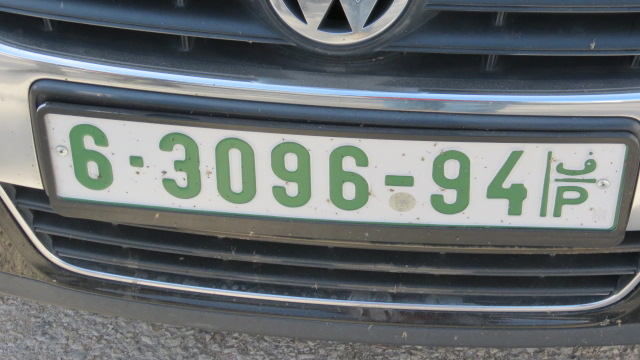
Voiture avec plaque d'immatriculation palestinienne, portant la lettre latine P et la lettre arabe Fāʾ.

Il existe d'autres codes non officiels d'usage courant, apposés à l'initiative et selon la fantaisie des utilisateurs des véhicules, tels que AS pour les Asturies, CAT pour la Catalogne, SCO pour l'Écosse, CYM pour le Pays de Galles (Cymru), BZH pour la Bretagne (Breizh), FRL pour la Frise, VL pour la Flandre (Vlaanderen), V pour la Voïvodine, TS pour la Transylvanie, P pour la Palestine, PR pour Porto Rico, CSB pour la Cachoubie et SIC pour le Pays sicule (du latin Terra Siculorum). Certains d'entre eux, comme VL, utilisé par les séparatistes flamands, sont utilisés bien qu'ils soient spécifiquement illégaux en vertu des lois locales.
En outre, dans certaines régions, des autocollants apposés sur des véhicules ont été utilisés pour désigner et promouvoir d'autres entités, telles que des villes, des îles, des entreprises et même des associations. Ces autocollants irréguliers portent presque toujours une explication du code en petits caractères près du bord de l'autocollant, car les codes utilisés peuvent ne pas être familiers.

### Belgique
- VL pour la Flandre (Vlaanderen en néerlandais)
- W pour la Wallonie
- DG pour la Communauté germanophone de Belgique (Deutschsprachige Gemeinschaft Belgiens en allemand)
- BXL pour Bruxelles ainsi que sa région

L'apposition de ces codes n'a aucune valeur officielle. Le B reste obligatoire.

### Bélize
- BZ ; le code BH (British Honduras) n'a jamais été officiellement remplacé.

### Canada
- QC pour le Québec

### Espagne
- AST / AS pour les Asturies
- CYL pour Castilla y León
- CM pour Comunidad de Madrid
- CAT pour la Catalunya
- EH pour le Pays basque (Euskal Herria en basque)
- G / GZ pour la Galice (Galiza en galicien)

### France
- ARP pour l'Arpitanie[réf. nécessaire]

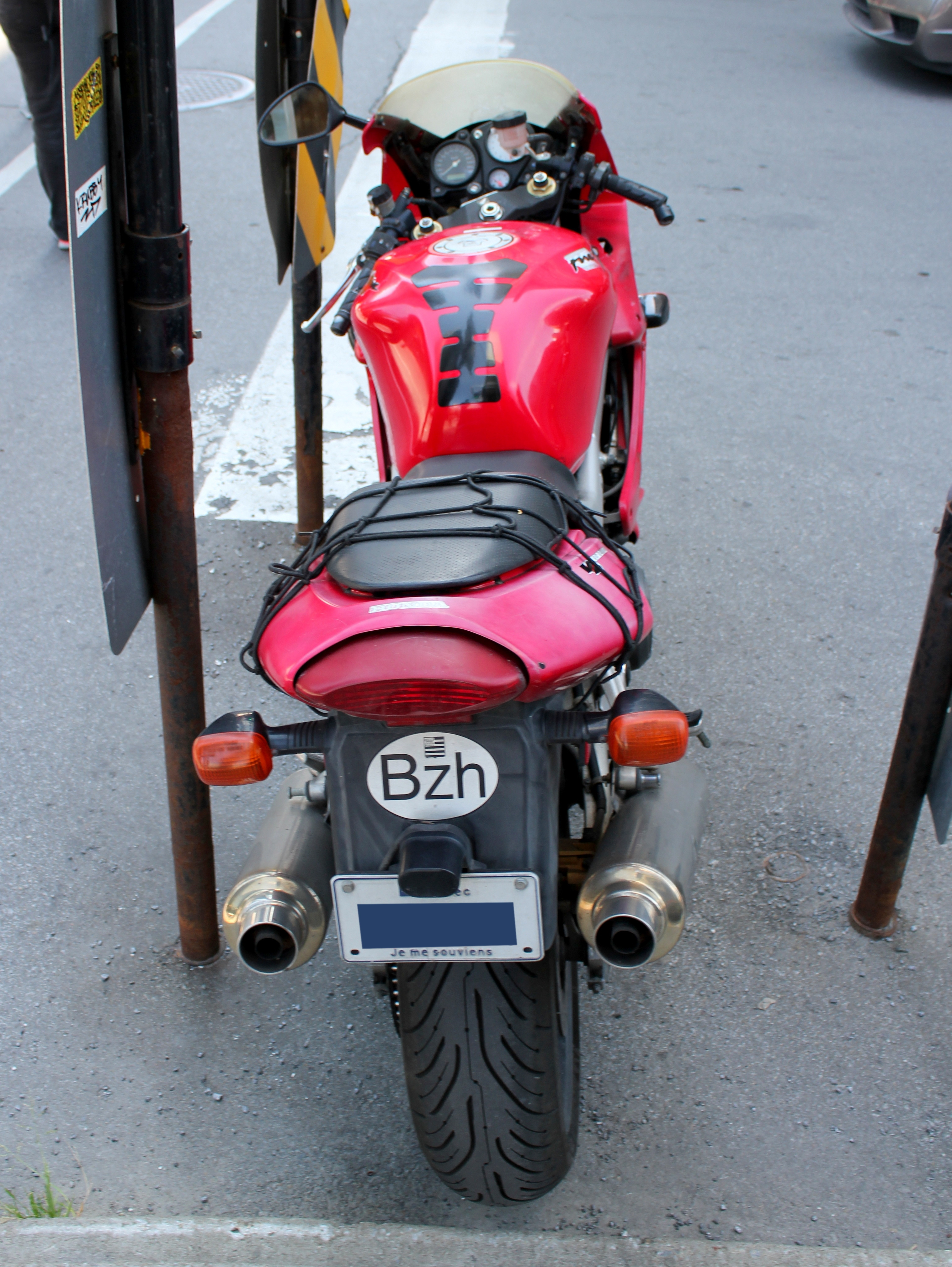
Bzh (pour Breizh), le code non officiel de la Bretagne, ici collé à l'arrière d'une moto immatriculée au Québec.

- BZH pour la Bretagne (Breizh en breton)
- CAT pour la Catalogne Nord, dans les Pyrénées-Orientales
- CH'TI pour le Nord-Pas-de-Calais
- CHX pour Chamonix-Mont-Blanc, en Haute-Savoie
- CMZ pour Charleville-Mézières, dans les Ardennes
- CSC pour la Corse (Corsica en corse)
- EH pour le Pays basque (Euskal Herria en basque)
- EL pour l'Alsace (Elsass en alsacien et allemand)

GRD de l'État fictif du Groland.

- GRD pour l'État fictif du Groland, de l'émission de télévision du même nom.
- LH pour Le Havre, en Seine-Maritime
- Ĩ̃Ø pour l'île d'Oléron
- MV pour le Morvan
- NAQ pour la Nouvelle-Aquitaine
- NC pour la Nouvelle-Calédonie
- NO pour Noirmoutier
- NRD pour la Normandie (continentale et îles Anglo-Normandes)
- OC pour l'Occitanie (Occitània en occitan)
- PF pour la Polynésie française
- SE pour la Savoie
- WF pour Wallis-et-Futuna
- YE pour l'île d’Yeu

### Italie
- ARP pour l'Arpitanie
- PDN pour la Padanie

### Pays-Bas
- NB pour le Brabant-Septentrional (Noord-Brabant en néerlandais)
- DR pour la Drenthe
- FL pour le Flevoland
- FR/FRL pour la Frise (Friesland en néerlandais, Fryslân en frison occidental)
- GR pour la Groningue (Groningen en néerlandais)
- GE/GLD pour la Gueldre (Gelderland en néerlandais)
- NH pour la Hollande-Septentrionale (Noord-Holland en néerlandais)
- ZH pour la Hollande-Méridionale (Zuid-Holland en néerlandais)
- LI/LB pour le Limbourg (Limburg en néerlandais)
- OV pour l'Overijssel
- UT pour l'Utrecht
- ZE/ZL/ZLD pour la Zélande (Zeeland en néerlandais)

### Royaume-Uni
- CYM pour le Pays de Galles (Cymru en gallois)
- ENG/EN pour l'Angleterre (England en anglais)
- NI pour l'Irlande du Nord (Northern Ireland en anglais)
- SCO/ECO/ALBA pour l'Écosse (Scotland en anglais et scots, Alba en écossais)

## États non reconnus ou partiellement reconnus
C'est aussi le cas d'États indépendants non internationalement reconnus :
- ABH pour l'Abkhazie[réf. nécessaire]
- PTG pour le royaume de Patagonie[réf. nécessaire]
- SOR pour l'Ossétie du Sud-Alanie[réf. nécessaire]
- TRNC pour Chypre du Nord[réf. nécessaire]
- LPR pour République populaire de Lougansk[réf. nécessaire]

## États fictifs
- GRD pour le Groland[25]
- SYL pour la Syldavie[réf. nécessaire]